# Romed Baumann
Pour les articles homonymes, voir Baumann.
Romed Baumann, né le 14 janvier 1986 à Sankt Johann in Tirol, est un skieur alpin autrichien, naturalisé allemand. Il a obtenu ses résultats les plus probants lors d'épreuves de combiné (2 victoires en Coupe du monde et médaillé de bronze aux Championnats du monde 2013), privilégiant d'habitude les épreuves de vitesse. En 2021, il remporte la médaille d'argent en super G aux Championnats du monde.

## Biographie
Membre du club de Hochfilzen, Baumann commence à prendre part à des courses FIS lors de la saison 2001-2002
Il fait ses débuts en Coupe du monde en mars 2004 aux Finales de Sestrières. Cette même année, il devient champion du monde junior de descente à Maribor, après avoir gagné ses premières compétitions en Autriche. En 2005 et 2006, il est envoyé en Coupe d'Europe pour faire ses gammes et monte sur quatre podiums dont le premier en slalom à Pozza di Fassa en janvier 2006. Cet hiver, il ajoute à son palmarès deux médailles d'argent aux Championnats du monde junior au Québec, obtenues en descente et slalom.
Dès le début de la saison 2006-2007, Baumann est promu dans l'équipe pour la Coupe du monde, commençant par une 14e place en slalom à Levi, avant de marquer des points en descente et super combiné également. Il obtient son premier podium en décembre 2006 au super combiné de Reiteralm, se classant deuxième derrière Ivica Kostelic. Sur les Championnats du monde 2007 à Åre, il est seulement au départ du super combiné, dont il finit septième. À la fin de l'hiver, il décroche son premier titre de champion d'Autriche en slalom géant. Dans cette discipline récemment adoptée, il signe son premier top dix en Coupe du monde à Sölden en octobre 2008 (7e). 
Son deuxième podium dans l'élite est une victoire en février 2009 au super combiné de Sestrières (devant Julien Lizeroux), après une huitième place dans cette spécialité aux Championnats du monde à Val d'Isère. Dans cette localité, il accroche son troisième podium à son tableau de chasse avec une troisième place en super combiné en décembre 2009.
Aux Jeux olympiques d'hiver de 2010, à Vancouver, il termine bon cinquième du slalom géant. En novembre 2010, L'Autrichien s'illustre dans une autre discipline, le super G, atteignant le podium à Lake Louise pour la première étape de la saison. Enchaînant les performances dans le top dix, il aboutit sur le podium à la descente de Val Gardena, à six centièmes de Silvan Zurbriggen et devant un autre Suisse Didier Cuche. Ayant toujours le combiné comme prédilection, il est troisième lors de la manche prestigieuse de Kitzbühel, avant de gagner une médaille d'argent en épreuve par équipes aux Championnats du monde à Garmisch-Partenkirchen, où il finit au pied du podium en descente, après une sixième place en super G. Grâce à sa régularité cette saison, il établit le meilleur classement général de sa carrière dans la Coupe du monde, septième, ainsi que celui du combiné, troisième.
Il ne commence la saison 2011-2012 pas aussi bien que la précédente, mais se montre en forme au meilleur des moments en tant qu'Autrichien, arrivant deuxième de la descente de Kitzbühel, derrière Didier Cuche, avant de gagner son deuxième super combiné à Chamonix.
Aux Championnats du monde 2013, devant le public autrichien de Schladming, il élève son niveau pour monter sur son seul podium de l'hiver et prendre la médaille de bronze du super combiné.
En 2014, il participe aux Jeux olympiques de Sotchi, où il ne peut rivaliser pour le podium, finissant le super combiné au 14e rang.
En 2015, Romed Baumann met fin à une disette de trois ans en Coupe du monde, à la descente de Garmisch-Partenkirchen en s'intercalant entre ses compatriotes Matthias Mayer, troisième et Hannes Reichelt, qui le devance de un centième uniquement. Il s'agit de son dixième podium  à ce niveau.

### Changement de nationalité
En 2019, Romed Baumann représente désormais l’Allemagne en compétition internationale et le club WSV Kiefersfelden.
Aux Championnats du monde 2021, à Cortina d'Ampezzo, il décroche sa première médaille pour son nouveau pays, avec l'argent sur le super G, remporté par Vincent Kriechmayr, avec un écart de sept centièmes.

## Palmarès

### Jeux olympiques d'hiver
| Épreuve / Édition | Descente | Super G | Slalom géant | Slalom | Combiné |
| JO 2010 Vancouver | —        | —       | 5e           | —      | abandon |
| JO 2014 Sotchi    | —        | —       | —            | —      | 14e     |

Légende :
- — : Romed Baumann n'a pas participé à cette épreuve

### Championnats du monde
| Épreuve / Édition                    | Descente | Super G | Slalom géant | Slalom | Combiné | Par équipes |
| Mondiaux 2007 Åre                    | -        | -       | -            | -      | 7e      |             |
| Mondiaux 2009 Val d'Isère            | -        | -       | -            | -      | 8e      |             |
| Mondiaux 2011 Garmisch-Partenkirchen | 4e       | 6e      | 11e          | -      | Ab.     | Argent      |
| Mondiaux 2013 Schladming             | -        | 8e      | -            | -      | Bronze  |             |
| Mondiaux 2015 Vail                   | -        | -       | -            | -      | 4e      |             |
| Mondiaux 2017 Saint-Moritz           | -        | -       | -            | -      | 12e     |             |
| Mondiaux 2019 Åre                    | -        | -       | -            | -      | 14e     |             |
| Mondiaux 2021 Cortina d'Ampezzo      |          | Argent  |              |        |         |             |

### Coupe du monde
- Meilleur classement général : 7e en 2011.
- 11 podiums, dont 2 victoires.

#### Détail des victoires
| Épreuve / Édition | Super combiné | Total |
| 2009              | Sestrières    | 1     |
| 2012              | Chamonix      | 1     |
| Total             | 2             | 2     |

#### Classements en coupe du monde
| Année/Classement | Année/Classement | Général | Général | Descente | Descente | Super G | Super G | Slalom géant | Slalom géant | Slalom | Slalom | Combiné | Combiné |
| ---------------- | ---------------- | ------- | ------- | -------- | -------- | ------- | ------- | ------------ | ------------ | ------ | ------ | ------- | ------- |
| Année/Classement | Année/Classement | Class.  | Points  | Class.   | Points   | Class.  | Points  | Class.       | Points       | Class. | Points | Class.  | Points  |
| 2007             | 2007             | 46e     | 169     | 58e      | 1        | -       | -       | -            | -            | 40e    | 28     | 6e      | 140     |
| 2008             | 2008             | 42e     | 226     | 28e      | 67       | -       | -       | 31e          | 47           | 46e    | 26     | 12e     | 86      |
| 2009             | 2009             | 19e     | 448     | 25e      | 75       | 52e     | 0       | 10e          | 204          | 63e    | 0      | 3e      | 169     |
| 2010             | 2010             | 19e     | 407     | 25e      | 80       | 31e     | 29      | 14e          | 164          | -      | -      | 6e      | 134     |
| 2011             | 2011             | 7e      | 703     | 5e       | 269      | 7e      | 197     | 17e          | 101          | -      | -      | 7e      | 106     |
| 2012             | 2012             | 13e     | 758     | 8e       | 356      | 21e     | 86      | 22e          | 107          | -      | -      | 3e      | 159     |
| 2013             | 2013             | 27e     | 256     | 17e      | 119      | 20e     | 53      | 34e          | 25           | -      | -      | 6e      | 59      |
| 2014             | 2014             | 37e     | 225     | 21e      | 105      | 17e     | 105     | -            | -            | -      | -      | 25e     | 15      |
| 2015             | 2015             | 14e     | 461     | 9e       | 272      | 13e     | 147     | -            | -            | -      | -      | 13e     | 42      |
| 2016             | 2016             | 18e     | 451     | 16e      | 199      | 15e     | 164     | -            | -            | -      | -      | 8e      | 88      |
| 2017             | 2017             | 43e     | 192     | 19e      | 118      | 30e     | 132     | -            | -            | -      | -      | 13e     | 42      |
| 2018             | 2018             | 47e     | 146     | 22e      | 75       | 32e     | 29      | -            | -            | -      | -      | 12e     | 42      |
| 2019             | 2019             | 90e     | 63      | 51e      | 9        | -       | -       | -            | -            | -      | -      | 8e      | 54      |
| 2020             | 2020             | 61e     | 133     | 22e      | 88       | 35e     | 21      | -            | -            | -      | -      | 27e     | 24      |

### Championnats du monde junior
- Maribor 2004 :
  -  Médaille d'or en descente.
- Québec 2006 :
  -  Médaille d'argent en descente.
  -  Médaille d'argent en slalom.

### Coupe d'Europe
- 5e du classement général en 2006.
- Premier du classement de descente en 2006.
- 5 podiums.

### Championnats nationaux
- 3 fois champion d'Autriche :
  - Champion de slalom géant en 2007 et 2008.
  - Champion de super G en 2013.